# František Knebort
František Knebort (Prága, 1944. január 19. –) olimpiai ezüstérmes csehszlovák válogatott cseh labdarúgó, csatár.

## Pályafutása

### Klubcsapatban
1952-ben a Slavoj Vyšehrad korosztályos csapatában kezdte a labdarúgást. 1961 és 1963 között a ČKD Praha, 1963-ban a Dukla Praha, 1964–65-ben a Bohemians Praha, 1965 és 1968 között ismét a Dukla Praha labdarúgója volt. 1969–70-ben a Slavia Praha, 1970 és 1972 között a Teplice, 1972 és 1975 között újra a Bohemians csapatában játszott. 1975 és 1983 között a Tatra Smíchov játékosa volt és itt fejezte be az aktív labdarúgást. A Duklával két-két csehszlovák bajnoki címet és kupagyőzelmet ért el.

### A válogatottban
1965-ben két alkalommal szerepelt a csehszlovák válogatottban és három gólt szerzett. Tagja volt az 1964-es tokiói olimpiai játékokon ezüstérmes csapatnak.

## Sikerei, díjai
Csehszlovákia
- Olimpiai játékok
  - ezüstérmes: 1964, Tokió

 Dukla Praha
- Csehszlovák bajnokság
  - bajnok (2): 1963–64, 1965–66
- Csehszlovák kupa
  - győztes (2): 1965, 1966